# 小巴里·布朗
巴里·杰勒德·布朗（1996年12月21日—）為美國男子籃球運動員，其父親也曾是籃球運動員，布朗在2019年NBA選秀上未獲得任何球隊青睞，在NBA G聯盟度過一年以後，輾轉到德國發展，2021年12月抵達中國大陸上海進行隔離。2022年1月24日，中国男子篮球职业联赛北京首钢宣布布朗加盟事宜。2024年2月1日，CBA广州龙狮宣布布朗加盟球隊。8月3日，CBA浙江广厦宣布與布朗簽約。

## 外部連結
- 小巴里·布朗在fiba.basketball（英语）
- 小巴里·布朗在NBA G聯盟官網（英语）
- 小巴里·布朗在中国男子篮球职业联赛官網
- 小巴里·布朗在Basketball-Reference.com（NBA G聯盟）（英语）
- 小巴里·布朗在Basketball-Reference.com（國際）（英语）
- 小巴里·布朗在Sports-Reference.com（NCAA）（英语）
- 小巴里·布朗在Eurobasket.com（球員）（英语）
- 小巴里·布朗在Proballers（英语）
- 小巴里·布朗在RealGM（英语）
- 小巴里·布朗在中国篮球数据库
- 小巴里·布朗在中国篮球数据库
- 小巴里·布朗在Flashscore（英语）